# NGC 6603
NGC 6603 is een open sterrenhoop, die op 15 juli 1830 werd ontdekt door de Britse astronoom John Herschel. 
De sterrenhoop is gelegen in het helderste gedeelte van sterrenhoop Messier 24. NGC 6603 ligt ongeveer 9400 lichtjaren van de Aarde verwijderd. De heetste sterren in de cluster zijn van spectraalklasse B9, wat zou kunnen aangeven dat deze sterren honderden miljoenen jaren oud zijn.

## Synoniemen
- OCL 36
- ESO 590-SC17